# Polyrhachis bellicosa
Polyrhachis bellicosa é uma espécie de formiga do gênero Polyrhachis, pertencente à subfamília Formicinae.